# Sauerthal
Sauerthal är en Ortsgemeinde i Rhein-Lahn-Kreis i det tyska förbundslandet Rheinland-Pfalz. Sauerthal, som är känt för Sauerburg, har cirka 100 invånare år.
Kommunen ingår i kommunalförbundet Verbandsgemeinde Loreley tillsammans med ytterligare 21 kommuner.